# آلوارو گینس
آلوارو گینس (انگلیسی: Álvaro Ginés؛ زادهٔ ۱۵ مارس ۲۰۰۵) بازیکن فوتبال اهل اسپانیا است که در حال حاضر برای رئال مادرید در پست مهاجم بازی می‌کند.
وی همچنین در تیم‌های ملی فوتبال زیر ۱۷ سال و زیر ۱۸ سال اسپانیا بازی کرده است.